# Cementiri de Sabadell
El Cementiri de Sabadell o Cementiri de Sant Nicolau és un monument del municipi de Sabadell (Vallès Occidental) inclòs en l'Inventari del Patrimoni Arquitectònic de Catalunya. Es va estrenar l'any 1864, obra de l'arquitecte municipal de l'època Josep Renom

## Descripció

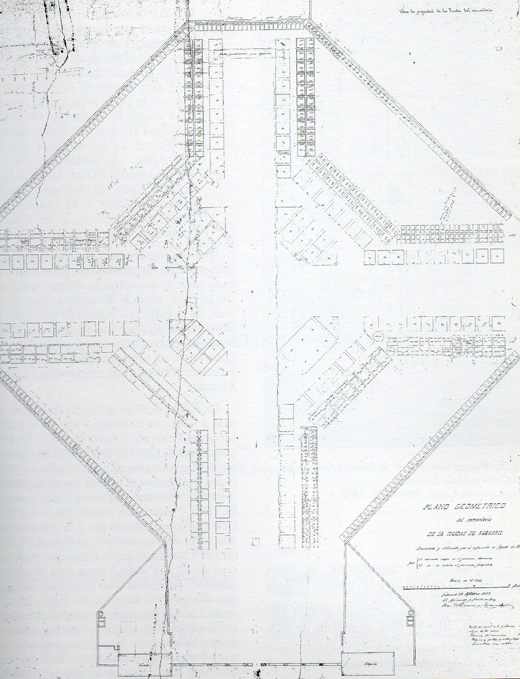
Plànol del Cementiri de Francesc Renom Romeu (1879)

## Descripció[1]

### Cementiri antic
L'espai destinat a cementiri es distribueix en una planta octogonal, amb eixos marcats per una creu grega, que divideix la part més antiga del cementiri antic en quatre seccions: Sant Oleguer, Sant Salvador (ubicats, respectivament, a esquerra i dreta de l'accés principal), Sant Nicolau i Santa Eulàlia. Al centre de la creu hi ha la capella del cementiri, obra de Miquel Pacual i Tintorer de l'any 1891, coberta amb una cúpula coronada per escultures del judici final. Hi ha interessants panteons de diverses èpoques i estils.
En diverses ampliacions, el cementiri antic va créixer amb algunes seccions addicionals.

### Cementiri nou
Una porta situada a la dreta comunica la part antiga amb les ampliacions més recents, situades a l'altra banda de la carretera.

## Capella del cementiri
Església situada al centre geomètric del cementiri, front l'avinguda d'accés, i de planta en creu grega. Presenta una decoració eclèctica i està coronada per una cúpula de ceràmica vidriada en forma d'escames on a damunt hi ha una gran imatge de l'àngel del judici final.
L'església va ser construïda per Maties Viñas sota la direcció de Miquel Pascual Tintorer. La primera pedra es col·loca el 14 d'octubre de 1887 i s'acabà el 31 de maig de 1891, va ser beneïda pel bisbe el 30 d'octubre de 1893.

## Esgrafiats de Joan Maurí i Espadaler[1]
A banda i banda de l'accés principal, el cementiri compta dos conjunts de columbaris de l'arquitecte Gabriel Bracons, on destaquen els esgrafiats del pintor Joan Maurí i Espadaler, que daten dels anys 1959 i 1960. Aquestes obres de Joan Maurí i Espadaler representen: 
- En els murs laterals: diverses escenes bíbliques vinculades a la Resurrecció de Jesús, de Llàtzer, del fill de la vídua de Naïm i de Jonàs sorgint de les entranyes de la balena.
- En les cantonades interiors: representacions zoomòrfiques de Crist, com ara el paó reial d'ales amb òculs (símbol de la revelació del Verb de la Saviesa Divina) i els coloms (símbol de virtut).

## Panteó Sallarès Deu
Panteó modernista, amb essències del modernisme català. La part més grossa del panteó és enterrada. L'exterior presenta una equilibrada asimetria antre l'escaleta i el pedestal. Destaquen l'escultura, els relleus de la façana i el suport del llum.

Es va construir amb pedra grisa de Manresa, el 1916, segons els plans de l'arquitecte Eduard Maria Balcells i Buïgas, amb escultura de Franz Metzner.

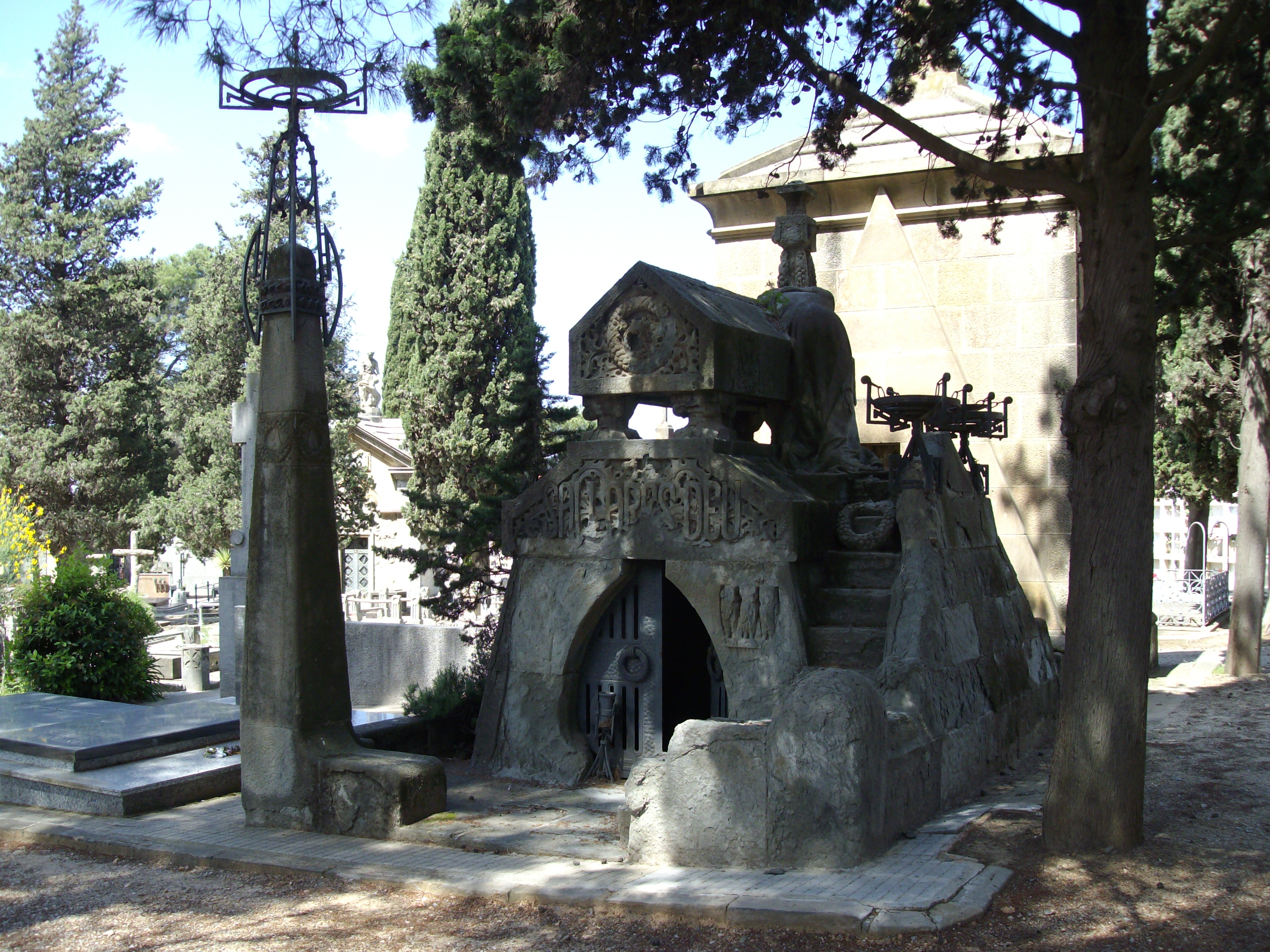
Panteó de la família Sallarés Deu

## Història
A conseqüència d'una visita del governador de Barcelona a Sabadell, durant l'agost de 1853, s'acorda de traslladar el cementiri del Taulí, perquè era  massa proper a la ciutat i afectava la salut pública. Les discussions sobre el nou emplaçament van durar fins a l'any 1860, en què es decidí de construir-ne un de nou al pla de Sant Nicolau. En la decisió hi intervingueren els alcaldes Josep Romeu i Sans i Llorenç Juncà i Petit. Les obres, a càrrec de Josep Antoni Obradors, començaren pel maig de 1863 i foren inaugurades el 26 de juny de 1864. Els primers bastiments foren petits i edicles sobre tombes, més endavant (1867) van aparèixer els primers panteons i, finalment, l'any 1891 s'aixecà l'església.
S'hi conserven obres de gran valor artístic, amb participació d'arquitectes i escultors importants, com ara F. de Paula Nebot, E. Maria Balcells, Josep Renom, Juli Batllevell i Santiago Casulleras i Forteza, entre d'altres.
Entre les tombes de personalitats conegudes hi ha les de:
- Isabel Vilà i Pujol (Calonge, 1843 - Sabadell, 1896), sindicalista i mestra.
- Joan Oliver i Sallarès (Sabadell, 1899 - Barcelona, 1986), poeta i dramaturg català.
- Joan Mauri i Espadaler (Sabadell, 1913 - Sabadell, 1980), pintor català
- Antonio Miró (Sabadell, 1947 - Barcelona, 2022), conegut com a Toni Miró, dissenyador de moda